# Allsång på Skansen

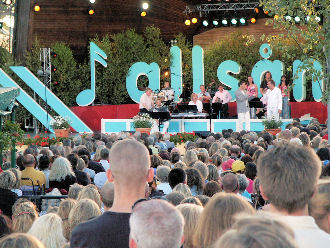
Edición del programa Allsång på Skansen año 2004

Allsång på Skansen (en español: Canta con nosotros en Skansen) es un programa de conciertos de verano en Skansen en Estocolmo, Suecia. Hoy el evento es un programa de televisión que es retransmitido por Sveriges Television (SVT) los martes de verano entre las 20:00 y 21:00 y ha sido retransmitido por Sveriges Television casi cada verano desde el 3 de agosto de 1979 (cada verano desde 1990).
En los conciertos los espectadores cantan populares canciones suecas junto con los cantantes invitados.
La tradición del "allsång" comenzó en 1935 de mano de Sven Lilja.
Inicialmente el concierto tenía casi 300.000 espectadores pero cuando Lasse Berghagen empezó como presentador en 1994, alcanzó casi 2 millones de espectadores. El tema musical del programa era Sjung med, sjung med per television, så blir vi en enad nation (escrita por Bengt Haslum) durante los años de Bosse Larsson pero desde 1994 es Stockholm i mitt hjärta, escrita por Berghagen.

## Presentadores
1. Sven Lilja (1935–1950)
2. Egon Kjerrman (1957–1966)
3. Bosse Larsson (1974–1993)
4. Lasse Berghagen (1994–2003)
5. Anders Lundin ((2003–)2004–2010)
6. Måns Zelmerlöw (2011–2013)
7. Petra Marklund (2014–2015)
8. Sanna Nielsen (2016-2022)
9. Pernilla Wahlgren (2023-)